# Вукшинець-Рієцький
Вукшинець-Рієцький (хорв. Vukšinec Riječki) — населений пункт у Хорватії, у Копривницько-Крижевецькій жупанії у складі громади Горня Рієка.

## Населення
Населення за даними перепису 2011 року становило 79 осіб.
Динаміка чисельності населення поселення: